# Cúp bóng đá Nam Mỹ 2021 (vòng đấu loại trực tiếp)
Vòng đấu loại trực tiếp của Cúp bóng đá Nam Mỹ 2021 sẽ bắt đầu vào ngày 2 tháng 7 năm 2021 với tứ kết và kết thúc vào ngày 10 tháng 7 năm 2021 với chung kết.
Ban đầu, vòng đấu loại trực tiếp dự kiến sẽ diễn ra từ ngày 4 đến ngày 12 tháng 7 năm 2020. Tuy nhiên, vào ngày 17 tháng 3 năm 2020, giải đấu đã bị hoãn lại cho đến năm 2021 do đại dịch COVID-19 tại Nam Mỹ.
Vào ngày 20 tháng 5 năm 2021, Colombia đã bị loại khỏi tư cách đồng chủ nhà trong bối cảnh các cuộc biểu tình đang diễn ra chống lại Tổng thống Colombia Iván Duque.
Tất cả thời gian của trận đấu được liệt kê là BRT (UTC−3).

## Thể thức
Trong vòng đấu loại trực tiếp, nếu một trận đấu là trận hòa sau khi 90 phút:
- Trong tứ kết, hiệp phụ là không thi đấu, và trận đấu là được quyết định bởi một loạt sút luân lưu.
- Trong bán kết, play-off tranh hạng ba và chung kết, hiệp phụ sẽ được thi đấu (hai hiệp phụ của mỗi hiệp 15 phút), trong đó mỗi đội tuyển được cho phép làm cầu thủ dự bị thứ tư. Nếu vẫn bị trận hòa sau khi hiệp phụ, trận đấu sẽ được quyết định bởi một loạt sút luân lưu.

## Các đội tuyển vượt qua vòng bảng
Bốn đội tuyển đứng đầu từ 2 bảng sẽ vượt qua vòng bảng cho vòng đấu loại trực tiếp.
| Bảng | Đội nhất  | Đội nhì | Các đội xếp thứ ba | Các đội xếp thứ tư |
| ---- | --------- | ------- | ------------------ | ------------------ |
| A    | Argentina | Uruguay | Paraguay           | Chile              |
| B    | Brasil    | Perú    | Colombia           | Ecuador            |

## Nhánh đấu
|  | Tứ kết                                 | Tứ kết                                |                                        |       | Bán kết                | Bán kết                |  |  | Chung kết | Chung kết |
|  |                                        |                                       |                                        |       |                        |                        |  |  |           |           |
|  | 3 tháng 7 – Brasília                   |                                       |                                        |       |                        |                        |  |  |           |           |
|  |                                        |                                       |                                        |       |                        |                        |  |  |           |           |
|  | Argentina                              | 3                                     |                                        |       |                        |                        |  |  |           |           |
|  | Argentina                              | 3                                     | 6 tháng 7 – Brasília                   |       |                        |                        |  |  |           |           |
|  | Ecuador                                | 0                                     |                                        |       |                        |                        |  |  |           |           |
|  | Ecuador                                | 0                                     | Argentina                              | 1 (3) |                        |                        |  |  |           |           |
|  | 3 tháng 7 – Goiânia                    |                                       | Argentina                              | 1 (3) |                        |                        |  |  |           |           |
|  |                                        | Colombia                              | 1 (2)                                  |       |                        |                        |  |  |           |           |
|  | Uruguay                                | Colombia                              | 1 (2)                                  | 0 (2) |                        |                        |  |  |           |           |
|  | Uruguay                                |                                       | 10 tháng 7 – Rio de Janeiro (Maracanã) | 0 (2) |                        |                        |  |  |           |           |
|  | Colombia                               | 0 (4)                                 |                                        |       |                        |                        |  |  |           |           |
|  | Colombia                               | 0 (4)                                 | Argentina                              | 1     |                        |                        |  |  |           |           |
|  | 2 tháng 7 – Rio de Janeiro (N. Santos) |                                       | Argentina                              | 1     |                        |                        |  |  |           |           |
|  |                                        | Brasil                                | 0                                      |       |                        |                        |  |  |           |           |
|  | Brasil                                 | Brasil                                | 0                                      | 1     |                        |                        |  |  |           |           |
|  | Brasil                                 | 5 tháng 7 – Rio de Janeiro (Maracanã) |                                        | 1     |                        |                        |  |  |           |           |
|  | Chile                                  | 0                                     |                                        |       |                        |                        |  |  |           |           |
|  | Chile                                  | 0                                     | Brasil                                 | 1     |                        |                        |  |  |           |           |
|  | 2 tháng 7 – Goiânia                    |                                       | Brasil                                 | 1     |                        |                        |  |  |           |           |
|  |                                        | Perú                                  | 0                                      |       | Play-off tranh hạng ba | Play-off tranh hạng ba |  |  |           |           |
|  | Perú                                   | Perú                                  | 0                                      | 3 (4) | Play-off tranh hạng ba | Play-off tranh hạng ba |  |  |           |           |
|  | Perú                                   |                                       | 9 tháng 7 – Brasília                   | 3 (4) |                        |                        |  |  |           |           |
|  | Paraguay                               | 3 (3)                                 |                                        |       |                        |                        |  |  |           |           |
|  | Paraguay                               | 3 (3)                                 | Colombia                               | 3     |                        |                        |  |  |           |           |
|  |                                        |                                       |                                        |       |                        |                        |  |  |           |           |
|  | Perú                                   | 2                                     |                                        |       |                        |                        |  |  |           |           |
|  | Perú                                   | 2                                     |                                        |       |                        |                        |  |  |           |           |

## Tứ kết

### Peru vs Paraguay
| Perú                                                 | 3–3      | Paraguay                                                              |
| ---------------------------------------------------- | -------- | --------------------------------------------------------------------- |
| - Lapadula 21, 40' - Yotún 80'                       | Chi tiết | - Gómez 11' - Alonso 54' - Ávalos 90'                                 |
| Loạt sút luân lưu                                    |          |                                                                       |
| - Lapadula - Yotún - Ormeño - Tapia - Cueva - Trauco | 4–3      | - Á. Romero - Alonso - Martínez - Samudio - Piris Da Motta - Espínola |

| Peru | Paraguay |

| GK                  | 1  | Pedro Gallese (c)   |         |       |
| RB                  | 3  | Aldo Corzo          |         | 90+2' |
| CB                  | 15 | Christian Ramos     |         |       |
| CB                  | 4  | Anderson Santamaría | 15'     |       |
| LB                  | 6  | Miguel Trauco       |         |       |
| CM                  | 13 | Renato Tapia        |         |       |
| CM                  | 19 | Yoshimar Yotún      |         |       |
| RW                  | 18 | André Carrillo      | 75' 85' |       |
| AM                  | 8  | Sergio Peña         |         | 60'   |
| LW                  | 10 | Christian Cueva     | 60'     |       |
| CF                  | 9  | Gianluca Lapadula   |         |       |
| Vào sân thay người: |    |                     |         |       |
| FW                  | 20 | Santiago Ormeño     |         | 60'   |
| DF                  | 26 | Jhilmar Lora        |         | 90+2' |
| Huấn luyện viên:    |    |                     |         |       |
| Ricardo Gareca      |    |                     |         |       |

| GK                  | 1  | Antony Silva          |           |     |
| RB                  | 13 | Alberto Espínola      | 87'       |     |
| CB                  | 15 | Gustavo Gómez (c)     | 42' 45+3' |     |
| CB                  | 6  | Júnior Alonso         |           |     |
| LB                  | 24 | David Martínez        |           |     |
| RM                  | 8  | Richard Sánchez       |           | 83' |
| CM                  | 23 | Mathías Villasanti    | 49'       | 79' |
| CM                  | 16 | Ángel Cardozo Lucena  |           | 46' |
| LM                  | 19 | Santiago Arzamendia   |           | 83' |
| RF                  | 11 | Ángel Romero          |           |     |
| LF                  | 7  | Carlos González       |           | 68' |
| Vào sân thay người: |    |                       |           |     |
| DF                  | 2  | Robert Rojas          |           | 46' |
| FW                  | 18 | Braian Samudio        |           | 68' |
| MF                  | 26 | Robert Piris Da Motta |           | 79' |
| FW                  | 28 | Julio César Enciso    |           | 83' |
| FW                  | 9  | Gabriel Ávalos        |           | 83' |
| Huấn luyện viên:    |    |                       |           |     |
| Eduardo Berizzo     |    |                       |           |     |

| Trợ lý trọng tài: Carlos Barreiro (Uruguay) Martín Soppi (Uruguay) Trọng tài thứ tư: Gery Vargas (Bolivia) Trọng tài VAR: Mauro Vigliano (Argentina) Các trợ lý trọng tài VAR: Facundo Tello (Argentina) Alexander Guzmán (Colombia) |

### Brasil vs Chile
| Brasil        | 1–0      | Chile |
| ------------- | -------- | ----- |
| - Paquetá 46' | Chi tiết |       |

| Brasil | Chile |

| GK                  | 23 | Ederson         | 81'   |
| RB                  | 2  | Danilo          |       |
| CB                  | 4  | Marquinhos (c)  |       |
| CB                  | 3  | Thiago Silva    |       |
| LB                  | 16 | Renan Lodi      | 90+1' |
| CM                  | 5  | Casemiro        |       |
| CM                  | 8  | Fred            |       |
| RW                  | 9  | Gabriel Jesus   | 48'   |
| AM                  | 20 | Roberto Firmino | 46'   |
| LW                  | 7  | Richarlison     | 90+1' |
| CF                  | 10 | Neymar          |       |
| Vào sân thay người: |    |                 |       |
| MF                  | 17 | Lucas Paquetá   | 46'   |
| MF                  | 19 | Everton         | 90+1' |
| DF                  | 14 | Éder Militão    | 90+1' |
| Huấn luyện viên:    |    |                 |       |
| Tite                |    |                 |       |

| GK                  | 1  | Claudio Bravo (c)   |     |     |
| RB                  | 4  | Mauricio Isla       |     |     |
| CB                  | 6  | Francisco Sierralta | 58' |     |
| CB                  | 17 | Gary Medel          |     |     |
| CB                  | 18 | Sebastián Vegas     | 64' |     |
| LB                  | 2  | Eugenio Mena        |     |     |
| CM                  | 8  | Arturo Vidal        | 88' |     |
| CM                  | 13 | Erick Pulgar        | 76' |     |
| CM                  | 20 | Charles Aránguiz    | 88' |     |
| RF                  | 10 | Alexis Sánchez      | 46' |     |
| LF                  | 11 | Eduardo Vargas      |     |     |
| Vào sân thay người: |    |                     |     |     |
| FW                  | 10 | Ben Brereton        | 46' |     |
| FW                  | 21 | Carlos Palacios     | 64' | 76' |
| MF                  | 9  | Jean Meneses        | 76' |     |
| FW                  | 3  | Diego Valencia      | 88' |     |
| Huấn luyện viên:    |    |                     |     |     |
| Martín Lasarte      |    |                     |     |     |

| Trợ lý trọng tài: Ezequiel Brailovsky (Argentina) Gabriel Chade (Argentina) Trọng tài thứ tư: Guillermo Guerrero (Ecuador) Trọng tài VAR: Andrés Cunha (Uruguay) Các trợ lý trọng tài VAR: Daniel Fedorczuk (Uruguay) Christian Lescano (Ecuador) |

### Uruguay vs Colombia
| Uruguay                            | 0–0      | Colombia                          |
| ---------------------------------- | -------- | --------------------------------- |
|                                    | Chi tiết |                                   |
| Loạt sút luân lưu                  |          |                                   |
| - Cavani - Giménez - Suárez - Viña | 2–4      | - Zapata - Sánchez - Mina - Borja |

| Uruguay | Colombia |

| GK                  | 1  | Fernando Muslera            |     |
| RB                  | 8  | Nahitan Nández              |     |
| CB                  | 2  | José María Giménez          |     |
| CB                  | 3  | Diego Godín (c)             | 35' |
| LB                  | 17 | Matías Viña                 |     |
| RM                  | 15 | Federico Valverde           | 80' |
| CM                  | 5  | Matías Vecino               |     |
| LM                  | 6  | Rodrigo Bentancur           |     |
| AM                  | 10 | Giorgian De Arrascaeta      | 68' |
| RF                  | 21 | Edinson Cavani              |     |
| LF                  | 9  | Luis Suárez                 |     |
| Vào sân thay người: |    |                             |     |
| FW                  | 10 | Facundo Daniel Torres Pérez | 68' |
| DF                  | 22 | Martín Cáceres              | 80' |
| Huấn luyện viên:    |    |                             |     |
| Óscar Tabárez       |    |                             |     |

| GK                  | 1  | David Ospina (c)    |     |
| RB                  | 16 | Daniel Muñoz        |     |
| CB                  | 13 | Yerry Mina          |     |
| CB                  | 23 | Davinson Sánchez    |     |
| LB                  | 6  | William Tesillo     |     |
| RM                  | 18 | Rafael Santos Borré | 87' |
| CM                  | 5  | Wílmar Barrios      |     |
| CM                  | 8  | Gustavo Cuéllar     |     |
| LM                  | 14 | Luis Díaz           |     |
| RF                  | 9  | Luis Muriel         | 67' |
| LF                  | 7  | Duván Zapata        |     |
| Vào sân thay người: |    |                     |     |
| FW                  | 28 | Yimmi Chará         | 67' |
| FW                  | 19 | Miguel Borja        | 87' |
| Huấn luyện viên:    |    |                     |     |
| Reinaldo Rueda      |    |                     |     |

| Trợ lý trọng tài: Diego Barbero Sevilla (Tây Ban Nha) Ángel Nevado Rodríguez (Tây Ban Nha) Trọng tài thứ tư: Eber Aquino (Paraguay) Trọng tài VAR: Ricardo de Burgos Bengoetxea (Tây Ban Nha) Các trợ lý trọng tài VAR: José Luis Munuera Montero (Tây Ban Nha) Milciades Saldívar (Paraguay) |

### Argentina vs Ecuador
| Argentina                                     | 3–0      | Ecuador |
| --------------------------------------------- | -------- | ------- |
| - De Paul 40' - L. Martínez 84' - Messi 90+3' | Chi tiết |         |

| Argentina | Ecuador |

| GK                  | 23 | Emiliano Martínez  |       |     |
| RB                  | 26 | Nahuel Molina      |       |     |
| CB                  | 6  | Germán Pezzella    |       |     |
| CB                  | 19 | Nicolás Otamendi   | 45+4' |     |
| LB                  | 8  | Marcos Acuña       |       |     |
| CM                  | 7  | Rodrigo De Paul    |       |     |
| CM                  | 5  | Leandro Paredes    | 71'   |     |
| CM                  | 20 | Giovani Lo Celso   | 71'   |     |
| RF                  | 10 | Lionel Messi (c)   |       |     |
| CF                  | 22 | Lautaro Martínez   | 90+4' |     |
| LF                  | 15 | Nicolás González   | 66'   | 83' |
| Vào sân thay người: |    |                    |       |     |
| MF                  | 11 | Ángel Di María     | 71'   |     |
| MF                  | 18 | Guido Rodríguez    | 71'   |     |
| DF                  | 3  | Nicolás Tagliafico | 83'   |     |
| FW                  | 9  | Sergio Aguero      | 90+4' |     |
| Huấn luyện viên:    |    |                    |       |     |
| Lionel Scaloni      |    |                    |       |     |

| GK                  | 1  | Hernán Galíndez    |       |     |
| RB                  | 17 | Ángelo Preciado    | 20'   |     |
| CB                  | 4  | Robert Arboleda    |       |     |
| CB                  | 3  | Piero Hincapié     | 90+2' |     |
| LB                  | 7  | Pervis Estupiñán   | 44'   |     |
| CM                  | 10 | Carlos Gruezo      | 46'   |     |
| CM                  | 20 | Jhegson Méndez     |       |     |
| RW                  | 15 | Ángel Mena         |       |     |
| AM                  | 21 | Alan Franco        | 31'   | 70' |
| LW                  | 27 | Diego Palacios     | 46'   |     |
| CF                  | 13 | Enner Valencia (c) |       |     |
| Vào sân thay người: |    |                    |       |     |
| FW                  | 11 | Michael Estrada    | 46'   |     |
| MF                  | 19 | Gonzalo Plata      | 46'   |     |
| MF                  | 23 | Moisés Caicedo     | 70'   |     |
| FW                  | 9  | Leonardo Campana   | 83'   |     |
| Huấn luyện viên:    |    |                    |       |     |
| Gustavo Alfaro      |    |                    |       |     |

| Trợ lý trọng tài: Danilo Manis (Brasil) Bruno Pires (Brasil) Trọng tài thứ tư: Víctor Hugo Carrillo (Peru) Trọng tài VAR: Wagner Reway (Brasil) Các trợ lý trọng tài VAR: Rafael Traci (Brasil) Eduardo Cardozo (Paraguay) |

## Bán kết

### Brasil vs Peru
| Brasil        | 1–0      | Perú |
| ------------- | -------- | ---- |
| - Paquetá 35' | Chi tiết |      |

| Brasil | Peru |

| GK                  | 23 | Ederson          |       |     |
| RB                  | 2  | Danilo           |       |     |
| CB                  | 4  | Marquinhos       |       |     |
| CB                  | 3  | Thiago Silva (c) |       |     |
| LB                  | 16 | Renan Lodi       | 85'   |     |
| CM                  | 5  | Casemiro         |       |     |
| CM                  | 8  | Fred             | 85'   |     |
| RW                  | 19 | Everton          | 70'   |     |
| AM                  | 17 | Lucas Paquetá    | 90+2' |     |
| LW                  | 7  | Richarlison      | 85'   |     |
| CF                  | 10 | Neymar           |       |     |
| Vào sân thay người: |    |                  |       |     |
| MF                  | 11 | Evérton Ribeiro  | 70'   |     |
| MF                  | 15 | Fabinho          | 85'   |     |
| FW                  | 18 | Vinícius Júnior  | 85'   | 89' |
| DF                  | 14 | Éder Militão     | 85'   |     |
| MF                  | 25 | Douglas Luiz     | 90+2' |     |
| Huấn luyện viên:    |    |                  |       |     |
| Tite                |    |                  |       |     |

| GK                  | 1  | Pedro Gallese (c)            |     |     |
| RB                  | 3  | Aldo Corzo                   | 75' |     |
| CB                  | 15 | Christian Ramos              | 46' |     |
| CB                  | 4  | Anderson Santamaría          |     |     |
| CB                  | 22 | Alexander Callens            |     |     |
| LB                  | 6  | Miguel Trauco                | 46' |     |
| CM                  | 8  | Sergio Peña                  |     |     |
| CM                  | 13 | Renato Tapia                 | 89' |     |
| CM                  | 19 | Yoshimar Yotún               | 56' |     |
| AM                  | 10 | Christian Cueva              | 81' |     |
| CF                  | 9  | Gianluca Lapadula            |     |     |
| Vào sân thay người: |    |                              |     |     |
| MF                  | 16 | Marcos López                 | 46' | 90' |
| MF                  | 24 | Raziel García                | 46' |     |
| DF                  | 26 | Carlos Jhilmar Lora Saavedra | 75' |     |
| FW                  | 20 | Santiago Ormeño              | 81' |     |
| MF                  | 7  | Gerald Távara                | 89' |     |
| Huấn luyện viên:    |    |                              |     |     |
| Ricardo Gareca      |    |                              |     |     |

| Trợ lý trọng tài: Christian Schiemann (Chile) Claudio Ríos (Chile) Trọng tài thứ tư: Alexis Herrera (Venezuela) Trọng tài thứ năm: Edwar Saavedra (Bolivia) Trợ lý trọng tài VAR: Derlis López (Paraguay) Giám sát trợ lý trọng tài VAR: Eber Aquino (Paraguay) Milciades Saldívar (Paraguay) |

### Argentina vs Colombia
| Argentina                                 | 1–1      | Colombia                                      |
| ----------------------------------------- | -------- | --------------------------------------------- |
| - L. Martínez 7'                          | Chi tiết | - Díaz 61'                                    |
| Loạt sút luân lưu                         |          |                                               |
| - Messi - De Paul - Paredes - L. Martínez | 3–2      | - Cuadrado - Sánchez - Mina - Borja - Cardona |

| Argentina | Colombia |

| GK                  | 23 | Emiliano Martínez  |       |     |
| RB                  | 26 | Nahuel Molina      | 46'   |     |
| CB                  | 6  | Germán Pezzella    | 90+1' |     |
| CB                  | 19 | Nicolás Otamendi   |       |     |
| LB                  | 3  | Nicolás Tagliafico |       |     |
| CM                  | 7  | Rodrigo De Paul    |       |     |
| CM                  | 18 | Guido Rodríguez    | 87'   |     |
| CM                  | 20 | Giovani Lo Celso   | 21'   | 56' |
| RF                  | 10 | Lionel Messi (c)   |       |     |
| CF                  | 22 | Lautaro Martínez   |       |     |
| LF                  | 15 | Nicolás González   | 67'   |     |
| Vào sân thay người: |    |                    |       |     |
| DF                  | 4  | Gonzalo Montiel    | 46'   | 71' |
| MF                  | 5  | Leandro Paredes    | 56'   |     |
| MF                  | 11 | Ángel Di María     | 67'   |     |
| Huấn luyện viên:    |    |                    |       |     |
| Lionel Scaloni      |    |                    |       |     |

| GK                  | 1  | David Ospina (c)    |       |     |
| RB                  | 16 | Daniel Muñoz        | 75'   |     |
| CB                  | 13 | Yerry Mina          |       |     |
| CB                  | 23 | Davinson Sánchez    |       |     |
| LB                  | 6  | William Tesillo     | 46'   |     |
| RM                  | 18 | Rafael Santos Borré | 46'   |     |
| CM                  | 5  | Wílmar Barrios      | 88'   |     |
| CM                  | 8  | Gustavo Cuéllar     | 46'   |     |
| LM                  | 14 | Luis Díaz           |       |     |
| CF                  | 11 | Juan Cuadrado       | 45+4' |     |
| CF                  | 7  | Duván Zapata        | 60'   |     |
| Vào sân thay người: |    |                     |       |     |
| DF                  | 26 | Frank Fabra         | 46'   | 55' |
| FW                  | 28 | Yimmi Chará         | 46'   |     |
| MF                  | 10 | Edwin Cardona       | 46'   | 86' |
| FW                  | 19 | Miguel Borja        | 60'   | 63' |
| Huấn luyện viên:    |    |                     |       |     |
| Reinaldo Rueda      |    |                     |       |     |

| Trợ lý trọng tài: Carlos López (Venezuela) Jorge Urrego (Venezuela) Trọng tài thứ tư: Juan Soto (Venezuela) Trọng tài thứ năm: Byron Romero (Ecuador) Trợ lý trọng tài VAR: Julio Bascuñán (Chile) Giám sát trợ lý trọng tài VAR: Cristián Garay (Chile) Eduardo Cardozo (Paraguay) |

## Play-off tranh hạng ba
| Colombia                        | 3–2      | Perú                       |
| ------------------------------- | -------- | -------------------------- |
| - Cuadrado 49' - Díaz 66, 90+4' | Chi tiết | - Yotún 45' - Lapadula 82' |

| Colombia | Peru |

| GK                  | 12 | Camilo Vargas       |       |       |
| RB                  | 2  | Stefan Medina       |       |       |
| CB                  | 13 | Yerry Mina          | 55'   |       |
| CB                  | 3  | Óscar Murillo       | 87'   |       |
| LB                  | 6  | William Tesillo     |       |       |
| RM                  | 11 | Juan Cuadrado (c)   |       |       |
| CM                  | 5  | Wílmar Barrios      | 62'   | 90+3' |
| CM                  | 8  | Gustavo Cuéllar     | 83'   |       |
| LM                  | 14 | Luis Díaz           |       |       |
| AM                  | 10 | Edwin Cardona       | 45+5' | 46'   |
| CF                  | 7  | Duván Zapata        | 55'   |       |
| Vào sân thay người: |    |                     |       |       |
| FW                  | 28 | Yimmi Chará         | 46'   |       |
| DF                  | 23 | Davinson Sánchez    | 55'   |       |
| FW                  | 19 | Miguel Borja        | 55'   |       |
| FW                  | 18 | Rafael Santos Borré | 83'   |       |
| FW                  | 9  | Luis Muriel         | 90+3' |       |
| Huấn luyện viên:    |    |                     |       |       |
| Reinaldo Rueda      |    |                     |       |       |

| GK                  | 1  | Pedro Gallese (c)   |     |     |
| RB                  | 3  | Aldo Corzo          | 78' |     |
| CB                  | 4  | Anderson Santamaría |     |     |
| CB                  | 22 | Alexander Callens   |     |     |
| LB                  | 16 | Marcos López        |     |     |
| CM                  | 13 | Renato Tapia        | 24' |     |
| CM                  | 19 | Yoshimar Yotún      |     |     |
| RW                  | 8  | Sergio Peña         | 78' |     |
| AM                  | 10 | Christian Cueva     | 50' | 69' |
| LW                  | 18 | André Carrillo      | 63' |     |
| CF                  | 9  | Gianluca Lapadula   |     |     |
| Vào sân thay người: |    |                     |     |     |
| MF                  | 14 | Wilder Cartagena    | 24' |     |
| MF                  | 24 | Raziel García       | 69' |     |
| DF                  | 26 | Jhilmar Lora        | 78' |     |
| FW                  | 20 | Santiago Ormeño     | 78' |     |
| Huấn luyện viên:    |    |                     |     |     |
| Ricardo Gareca      |    |                     |     |     |

| Trợ lý trọng tài: Bruno Pires (Brasil) Danilo Manis (Brasil) Trọng tài thứ tư: Gery Vargas (Bolivia) Trợ lý trọng tài video: Wagner Reway (Brasil) Giám sát trợ lý trọng tài video: Rafael Traci (Brasil) Eduardo Cardozo (Paraguay) Leodán González (Uruguay) |

## Chung kết
| Argentina      | 1–0      | Brasil |
| -------------- | -------- | ------ |
| - Di María 22' | Chi tiết |        |

| Argentina | Brazil |

| GK                  | 23 | Emiliano Martínez  |     |     |
| RB                  | 4  | Gonzalo Montiel    | 89' |     |
| CB                  | 13 | Cristian Romero    | 79' |     |
| CB                  | 19 | Nicolás Otamendi   | 81' |     |
| LB                  | 8  | Marcos Acuña       |     |     |
| CM                  | 7  | Rodrigo De Paul    | 68' |     |
| CM                  | 5  | Leandro Paredes    | 33' | 54' |
| CM                  | 20 | Giovani Lo Celso   | 51' | 63' |
| RF                  | 10 | Lionel Messi (c)   |     |     |
| CF                  | 22 | Lautaro Martínez   | 79' |     |
| LF                  | 11 | Ángel Di María     | 79' |     |
| Vào sân thay người: |    |                    |     |     |
| MF                  | 18 | Guido Rodríguez    | 54' |     |
| DF                  | 3  | Nicolás Tagliafico | 63' |     |
| DF                  | 6  | Germán Pezzella    | 79' |     |
| FW                  | 15 | Nicolás González   | 79' |     |
| MF                  | 14 | Exequiel Palacios  | 79' |     |
| Huấn luyện viên:    |    |                    |     |     |
| Lionel Scaloni      |    |                    |     |     |

| GK                  | 23 | Ederson          |     |     |
| RB                  | 2  | Danilo           |     |     |
| CB                  | 4  | Marquinhos       | 82' |     |
| CB                  | 3  | Thiago Silva (c) |     |     |
| LB                  | 16 | Renan Lodi       | 70' | 76' |
| CM                  | 5  | Casemiro         |     |     |
| CM                  | 8  | Fred             | 3'  | 46' |
| RW                  | 7  | Richarlison      |     |     |
| AM                  | 17 | Lucas Paquetá    | 72' | 76' |
| LW                  | 19 | Everton          | 63' |     |
| CF                  | 10 | Neymar           |     |     |
| Vào sân thay người: |    |                  |     |     |
| FW                  | 20 | Roberto Firmino  | 46' |     |
| FW                  | 18 | Vinícius Júnior  | 63' |     |
| DF                  | 13 | Emerson Royal    | 76' |     |
| FW                  | 21 | Gabriel Barbosa  | 76' |     |
| Huấn luyện viên:    |    |                  |     |     |
| Tite                |    |                  |     |     |

| Cầu thủ xuất sắc nhất trận: Ángel Di María (Argentina) Trợ lý trọng tài: Carlos Barreiro (Uruguay) Martín Soppi (Uruguay) Trọng tài thứ tư: Diego Haro (Peru) Trọng tài thứ năm: José Antelo (Bolivia) Trợ lý trọng tài video: Andrés Cunha (Uruguay) Giám sát trợ lý trọng tài video: Daniel Fedorczuk (Uruguay) Alexander Guzmán (Colombia) Jhon Ospina (Colombia) |